# غلامرضا مبین
غلامرضا مبین سیاست‌مدار ایرانی بود، که در دوره‌های  بیست و یکم  و  بیست و دوم  بعنوان نماینده خواف در مجلس شورای ملی حضور داشت.

## زندگی
غلامرضا مبین در سال ۱۲۹٨ شهر مشهد متولد شد. بعد از انجام تحصیلات ابتدائی و متوسطه در مشهد وارد دانشکده حقوق شد و لیسانس حقوق قضایی در تهران 
مدرک دکترای حقوق خود را از دانشگاه ژنو 
گرفت. پس از بازگشت به ایران به خدمت در دادگستری درآمد و تدریجاً مشاغل قضائی را به ترتیب احراز نمود. وی در دوره بیست و یکم و بیست و دوم در مجلس شورای ملی حضور داشت.